# Stajnie zamkowe w Pszczynie
Stajnie zamkowe – jedna z budowli gospodarczych, wchodzących w skład zespołu zamkowego w Pszczynie. Stanowi środkową część kompleksu, usytuowanego na północny wschód od pałacu, w skład którego wchodzą jeszcze ujeżdżalnia i powozownia.
Murowane z cegły na rzucie prostokąta wydłużonego w osi wschód-zachód, piętrowe, z okrągłą wieżą-basztą w narożniku północno-zachodnim, przylegającym do ujeżdżalni. Baszta nakryta dachem hełmowym o profilowanej linii spadu, zwieńczonym niewielką banią. Wzniesione wraz z sąsiednią powozownią w latach 1864–1867 wg projektu architekta Oliviera Pavelta w mieszance stylów historycznych: bryła i elewacje neoromańskie, wnętrza neogotyckie. Elewacja frontowa rozczłonkowana kamiennymi szkarpami z kamiennym ryzalitem na osi, zamkniętym trójkątnym przyczółkiem; w nim neoromański portal z kolumienkami w profilowanych ościeżach przechodzących w półkoliste łuki archiwolt. Okna w kamiennych obramieniach, na parterze okrągłe, w kondygnacji piętra wąskie, bliźniacze, zamknięte od góry półkoliście. Całość wieńczy kamienny fryz arkadkowy.
Wnętrze parteru w formie dużej, jednolitej hali trójnawowej, nakrytej sklepieniem krzyżowo-żebrowym podpartym żeliwnymi kolumnami. Sklepienia ozdobione neogotyckimi polichromiami z motywami florystycznymi i geometrycznymi. Na piętrze układ pomieszczeń dwutraktowy z korytarzem na dłuższej osi budynku.
W 2003 r. na mocy porozumienia  między Marszałkiem Województwa Śląskiego a władzami miasta Pszczyny postanowiono obiekt zabezpieczyć i wyremontować z myślą o przekazaniu go w użytkowanie Muzeum Zamkowemu w Pszczynie, co oficjalnie nastąpiło 12 lipca 2013 r. W obiekcie usytuowano ekspozycje muzealne.